# Joseph Eilles
Joseph Eilles a (n. 9 iulie 1809, Vilseck, Bavaria, Germania – d. 11 august 1881, München, Imperiul German) fost un comerciant bavarez de cafea și ceai.

## Biografie
În 1873, el a deschis prima casă de specialitate pentru cafea, ceai, vin și cofetărie în Residenzstraße 13 din München, vizavi de Operă. 
El a reușit să devină într-un timp relativ scurt un renumit comerciant. Clienții săi includeau nobilimea și curtenii. Pentru calitatea deosebită a produselor sale și pentru meritele sale, a fost numit de către regele Ludwig al II-lea, furnizor de curte regală în Bavaria. 
În 1987, Eilles a fost preluat de JJ Darboven din Hamburg cu cele 50 de magazine proprii de specialitate. Eilles însă continuat ca o marcă independentă. 
În 2016, Arko a cumpărat cele 35 de magazine Eilles din zona de sud a Germaniei, de la J. J. Darboven, și a păstrat numele. În același timp, casa de prăjire din Wahlstedt a fost vândută lui Darboven. Rețetele de amestecuri trebuiau păstrate.